# Gita Mehta
Gita Mehta (nata Patnaik) (Delhi, 12 dicembre 1943 – Delhi, 16 settembre 2023) è stata una scrittrice, giornalista, produttrice di documentari statunitense di origine indiana che si è occupata spesso di guerre e conflitti, inclusa la guerra di liberazione del Bangladesh del 1971. Come scrittrice ha pubblicato cinque libri tradotti in 21 lingue. Le sue opere descrivevano aspetti della vita in India e avevano lo scopo di interpretare il paese per un pubblico prevalentemente occidentale.

## Biografia
Mehta nacque a Delhi il 12 dicembre 1943 da Gyan e Biju Patnaik. Suo padre, Biju Patnaik, era un attivista per l'indipendenza indiana e primo ministro nell'Orissa post-indipendenza, allora conosciuta come Orissa. Suo fratello minore, Naveen Patnaik, è primo ministro dell'Odisha dal 2000. Andò in collegio all'età di tre anni, quando suo padre fu arrestato come parte del movimento indipendentista indiano.  Completò la sua formazione in India e poi andò al Girton College di Cambridge nel Regno Unito.

## Carriera
Mehta produsse e diresse documentari televisivi per varie reti britanniche, europee e americane.  Dal 1970 al 1971 fu corrispondente di guerra televisiva per la rete televisiva statunitense NBC. La sua raccolta di film sulla guerra di liberazione del Bangladesh del 1971, Dateline Bangladesh, venne proiettata nei cinema sia in India che all'estero.
Il primo libro di Mehta, Karma Cola (1979), colpì il pubblico occidentale che credeva di poter ottenere un'illuminazione spirituale istantanea andando in India e trovando un guru. In Raj (1989), un'opera di fantasia, Mehta si concentrò sulla storia di una principessa di due stati principeschi indiani. La sua seconda opera di fantasia, A River Sutra (1993), fu una raccolta di racconti che interpretavano la vita indiana per un pubblico occidentale. Il libro collegava le storie della mitologia indiana alla vita nell'India odierna ed era collegato dal fiume indiano Narmada. Il suo libro Snakes and Ladders (1997) era una raccolta di saggi sull'India e sulla vita nel paese, scritti nel cinquantesimo anniversario dell'indipendenza del paese.
I libri di Mehta sono stati tradotti in 21 lingue e inseriti nelle liste dei bestseller in Europa, Stati Uniti e India. I suoi lavori di narrativa e saggistica si concentrarono principalmente sulla cultura e la storia dell'India e sulla loro interpretazione occidentale. Parlando del suo lavoro in un'intervista con Publishers Weekly, disse: "Volevo rendere l'India moderna accessibile agli occidentali e a un'intera generazione di indiani che non hanno idea di cosa sia successo 25 anni prima della loro nascita".
Nel 2019, Mehta fu nominata vincitrice del quarto più alto riconoscimento civile dell'India, il Padma Shri, che lei rifiutò affermando che "la tempistica del premio potrebbe essere fraintesa" riferendosi alle imminenti elezioni generali in cui era coinvolto il fratello Naveen Patnaik.
Mehta morì nella sua casa di Delhi il 16 settembre 2023, all'età di 79 anni.

## Vita privata
Mehta sposò Sonny Mehta, ex capo della casa editrice Alfred A. Knopf, nel 1965. Si erano conosciuti quando lei studiava all'università di Cambridge.  La coppia ebbe un figlio, Aditya Singh Mehta. Suo marito morì prima di lei nel 2019, a New York. Gita Mehta divise il suo tempo tra New York, Londra e Nuova Delhi.

## Opere
- Karma Cola, Simon & Schuster, 1979[17]
- Raj, 1989[3] ISBN  978-0-671-43248-5
- A River Sutra (racconti brevi), 1993[3] ISBN 978-0-09-951594-4
- Snakes and Ladders: Glimpses of Modern India, Londra, Secker & Warburg, 1997 ISBN 0-436-20417-7[18]
- Eternal Ganesha: From Birth to Rebirth, Thames & Hudson, 2006[19]